# 空色

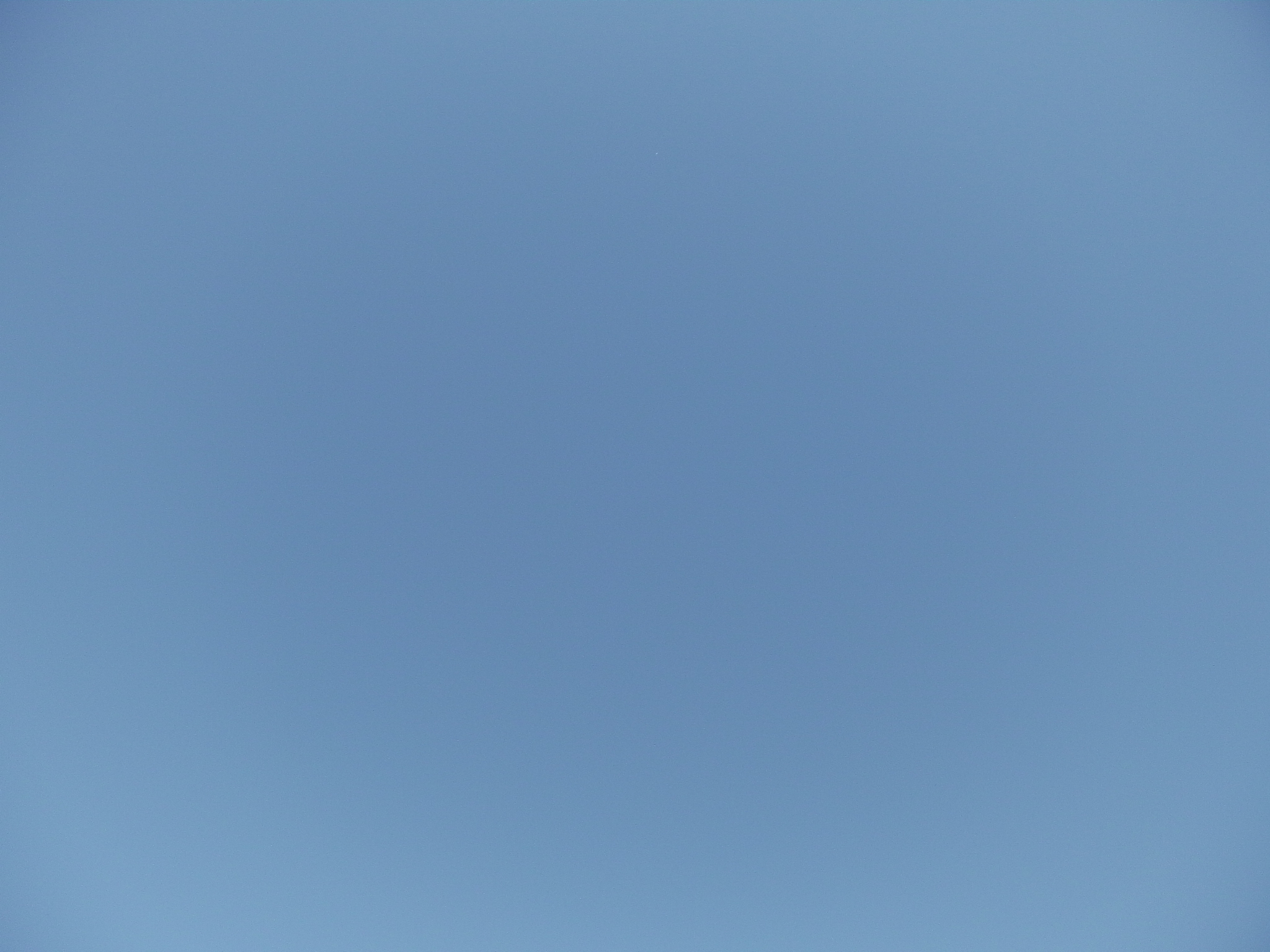
雲一つない青空

空色（そらいろ）は、晴天時の空の色を示す明るく淡い青色である。青と白の中間色。英語でいうスカイブルー (sky blue) もほぼ同じ意味であり、同じような色を表している。

## 空の色
単純に空の色といっても、その色合いは天候や時間帯によって様々である。空色という色名が示しているのは、あくまでもよく晴れた昼間の空の色である。地表に届く太陽光線中の可視光は大気中の微粒子によって散乱され、晴れた昼間の空では短波長の青色が強く見える（レイリー散乱）。これが空色である。
しかし、条件を晴天・昼間と限定したところで、季節や地域によってさらに空の色は変化する。
日本語でいう空色は、JIS Z 8102 で「慣用色名」の1つとして系統色名とマンセル値で直接的に定義されていて、それぞれ「明るい青色」「9B 7.5/5.5」である（表現法の違いでありほぼ同じものを表す）。
一方、英語名のスカイブルーは、いかなる空の色であるかを規定することで間接的に定義されている。それは「夏の晴天の午前10時から午後3時までの間、水蒸気や埃の影響の少ない大気の状態におけるニューヨークから50マイル以内の上空を、厚紙に1インチ四方の穴を開けてそれを目から約30センチ離してかざし、その穴を通して観察」した色である。しかし、いずれにせよ日常的にはそこまで厳密には考えられておらず、空色もスカイブルーもある程度の範囲内で同一の色と考えてよい。
ラテン語のcaelum（空）に由来する色名セルリアンブルーも元来は空色と同義であった。セルリアンブルーは後に錫酸コバルトを主成分とする青色顔料の名前として定着したが、現在でも「空色」と訳される。
サッカーウルグアイ代表は空色のユニフォームカラーからセレステ（Celeste、英celestial：天空の)という愛称がある。同様にサッカーアルゼンチン代表もアルビセレステ（白と空色）と呼ばれている。

## 他のモノの色
日本では、空色はしばしば水色と区別なく用いられる。比較的水色のほうが一般的な色名として使われる傾向にある。JISでは「うすい緑みの青」「6B 8/4」で、「明るい青色」である空色より緑がかっている。
英語「azure」、仏語「アジュール（azur）」、伊語「アズーリ（azzurri）」は、ペルシャ語のラピスラズリ（起源的にはその産地の地名）に由来するが、空の色と混同される。こちらは紺碧、碧空、蒼穹といったもので、日本と違う気候条件のため日本語の空色より濃く青に近い。

## ウェブカラーでのスカイブルー
ウェブブラウザによってはHTML上で用いることの出来る色としてSkyBlue、LightSkyBlue、DeepSkyBlueが定義されている。
Skyblueは本項の空色もしくはスカイブルーに該当し、それよりも明るい色をLightSkyBlue、濃い色をDeepSkyBlueとしている。

## 空に由来する色名
- ミッドナイトブルー
- セルリアンブルー
- アジュール

## 近似色
- シアン
- 水色
- 浅縹
- セルリアンブルー
- アジュール
- 青（ブルー）